# 间酪胺
间酪胺（Meta-Tyramine)，或称3-酪胺，是一种神经调节中的内源性痕量胺。它是苯乙胺的结构类似物，也是对酪胺（即酪胺）的位置异构体。且与对酪胺相似的是，间酪胺也对肾上腺素和多巴胺系统有影响。
间酪胺通过芳香族氨基酸脱羧酶控制的间酪氨酸代谢产生，可通过大脑的CYP2D6酶代谢为多巴胺。